# Schallenberg (pas)
De Schallenberg is een pas in het Zwitserse kanton Bern. Het gebied van de Schallenbergalp was tot de aanleg tussen 1895 en 1900 erg afgelegen. De weg is pas in 1968 geasfalteerd. De weg ligt tussen de plaatsen Steffisburg aan de Nationalstrass 6 en Wiggen aan de Nationalstrass 10, de pashoogte ligt op 1167 meter hoogte, op de grens van de gemeente Röthenbach im Emmental en Eggiwil in het Emmental. De pas is in de zomer zeer geliefd bij motorrijders, ook van buiten de regio. 
Het hoogteverschil aan de zijde van Oberei is 260 meter over 4,53 kilometer. De afdaling naar Schangnau is 7,3 kilometer lang en het hoogteverschil is 237 meter.
Albrun · Albula · Alpe Gesero · Bernina · Brünig · Chasseral · Croix · Ferret · Flüela · Forclaz · Furka · Furggu · Gemmi · Glas · Glaubenberg ·  Glaubenbüelen · Gries · Grimsel · Grote Scheidegg · Grote St.-Bernhard · Gurnigel · Gueulaz · Jaun · Julier · Klausen · Kleine Scheidegg · Kunkel · Lenzerheidepas · Livigno · Lukmanier · Maloja · Moosalp · Morgins · Mosses · · Saanenmöser · Neggia · Nufenen · Oberalp · Ofen · Pillon · Planches · Pragel · San Bernardino · Sanetsch · Schallenberg · Simplon · Sint-Gotthard · Splügen · Susten · Umbrail · Vue des Alpes · Wolfgang